# Kuurne-Brussel-Kuurne 2024
De 76e editie van de Belgische wielerwedstrijd Kuurne-Brussel-Kuurne werd gehouden op 25 februari 2024. De start was, anders dan de naam doet vermoeden, in Kortrijk en de finish vond plaats in Kuurne. De wedstrijd maakte deel uit van de UCI ProSeries als 1.Pro-wedstrijd. Titelverdediger Tiesj Benoot werd opgevolgd door zijn ploeggenoot Wout van Aert.

## Uitslag
| Plaats  | Naam               | Ploeg                      | Tijd     |
| ------- | ------------------ | -------------------------- | -------- |
| Winnaar | Wout van Aert      | Visma\|Lease a Bike        | 4u21'01" |
| 2       | Tim Wellens        | UAE Team Emirates          | z.t.     |
| 3       | Oier Lazkano       | Movistar                   | z.t.     |
| 4       | Christophe Laporte | Visma\|Lease a Bike        | + 1'23"  |
| 5       | Nils Eekhoff       | dsm-firmenich PostNL       | z.t.     |
| 6       | Emilien Jeannière  | TotalEnergies              | z.t.     |
| 7       | Luke Lamperti      | Soudal-Quick Step          | z.t.     |
| 8       | Lionel Taminiaux   | Lotto Dstny                | z.t.     |
| 9       | Marius Mayrhofer   | Tudor                      | z.t.     |
| 10      | Jasper Stuyven     | Lidl-Trek                  | z.t.     |
| 11      | Iván García        | Movistar                   | z.t.     |
| 12      | Jordi Meeus        | BORA-hansgrohe             | z.t.     |
| 13      | Mike Teunissen     | Intermarché-Wanty          | z.t.     |
| 14      | Madis Mihkels      | Intermarché-Wanty          | z.t.     |
| 15      | Alex Kirsch        | Lidl-Trek                  | z.t.     |
| 16      | Oliver Naesen      | Decathlon AG2R La Mondiale | z.t.     |
| 17      | Toms Skujiņš       | Lidl-Trek                  | z.t.     |
| 18      | Dries Van Gestel   | TotalEnergies              | z.t.     |
| 19      | Ben Turner         | INEOS Grenadiers           | z.t.     |
| 20      | Damien Touzé       | Decathlon AG2R La Mondiale | z.t.     |

1945 · 1946 · 1947 · 1948 · 1949 · 1950 · 1951 · 1952 · 1953 · 1954 · 1955 · 1956 · 1957 · 1958 · 1959 · 1960 · 1961 · 1962 · 1963 · 1964 · 1965 · 1966 · 1967 · 1968 · 1969 · 1970 · 1971 · 1972 · 1973 · 1974 · 1975 · 1976 · 1977 · 1978 · 1979 · 1980 · 1981 · 1982 · 1983 · 1984 · 1985 · 1986 · 1987 · 1988 · 1989 · 1990 · 1991 · 1992 · 1993 · 1994 · 1995 · 1996 · 1997 · 1998 · 1999 · 2000 · 2001 · 2002 · 2003 · 2004 · 2005 · 2006 · 2007 · 2008 · 2009 · 2010 · 2011 · 2012 · 2013 · 2014 · 2015 · 2016 · 2017 · 2018 · 2019 · 2020 · 2021 · 2022 · 2023 · 2024 · 2025
Lijst van beklimmingen
Ronde van Valencia ·
Figueira Champions Classic ·
Ronde van Oman ·
Clásica de Almería ·
Ronde van de Algarve ·
Ruta del Sol ·
Ardèche Classic ·
Drôme Classic ·
Kuurne-Brussel-Kuurne ·
Trofeo Laigueglia ·
Nokere Koerse ·
Milaan-Turijn ·
GP Denain ·
Bredene Koksijde Classic ·
Grote Prijs Miguel Indurain ·
Scheldeprijs ·
Brabantse Pijl ·
Ronde van de Alpen ·
Ronde van Turkije ·
Grote Prijs van Plumelec ·
Tro Bro Léon ·
Ronde van Hongarije ·
Vierdaagse van Duinkerke ·
Boucles de la Mayenne ·
Ronde van Noorwegen ·
Circuit Franco-Belge ·
Brussels Cycling Classic ·
Dwars door het Hageland ·
Ronde van België ·
Ronde van Slovenië ·
Ronde van het Qinghaimeer ·
Ronde van Wallonië ·
Arctic Race of Norway ·
Ronde van Burgos ·
Ronde van Denemarken ·
Ronde van Duitsland ·
Maryland Cycling Classic ·
Ronde van Groot-Brittannië ·
Grote Prijs van Fourmies ·
GP Industria & Artigianato-Larciano ·
Coppa Sabatini ·
Grote Prijs van Wallonië ·
Ronde van Luxemburg ·
Super 8 Classic ·
Ronde van Langkawi ·
Ronde van het Münsterland ·
Ronde van Emilia ·
Parijs-Tours ·
Coppa Bernocchi ·
Ronde van de Drie Valleien ·
Ronde van Piemonte ·
Ronde van het Taihu-meer ·
Ronde van Veneto ·
Japan Cup ·
Veneto Classic